# فردریک بروکز
فردریک فیلیپس بروکز (به انگلیسی: Frederick Phillips Brooks) (زاده ۱۹ آوریل، ۱۹۳۱-درگذشته ۱۷ نوامبر ۲۰۲۲)، دانشمند آمریکایی علوم رایانه بود و به‌جهت مدیریت توسعه مین‌فریم‌های خانواده IBM System/360 و نیز سیستم‌عامل OS/360 آی‌بی‌ام از چهره‌های مشهور تاریخ رایانه به‌شمار می‌آید. او بر پایه تجربه خود در پروژه اواس/۳۶۰ کتاب معروف خود به نام نفر-ماه افسانه‌ای را نوشت. 
در سال ۱۹۷۶، بروکز به دلیل "مشارکت در طراحی سیستم‌های رایانه‌ای و توسعه برنامه‌های دانشگاهی در علوم رایانه" به عنوان عضو آکادمی ملی مهندسی انتخاب شد.
بروکز درطول حیات خود جوایز زیادی از جمله مدال ملی فناوری و نوآوری در سال ۱۹۸۵ و جایزه تورینگ در سال ۱۹۹۹ دریافت کرد.